# Kayserispor
Maillots
Actualités
Kayserispor Kulübü fondé en 1966 est un club turc de football évoluant en première division turque et basé à Kayseri.

## Histoire
Le Kayserispor est fondé le 1er juillet 1966 à la suite de la fusion entre Sanayispor et Ortaanadoluspor. Le club évolue dans le stade de RHG Enertürk Enerji (Stade Kadir Has). Il joue actuellement en Trendyol Süper Lig, c'est-à-dire en première division turque.
Berna Gözbaşı a été élu président du club en 2019. Gözbaşı est la première femme présidente d'un club de football jouant dans la ligue masculine de haut niveau turque.

## Bilan sportif

### Palmarès
| Compétitions nationales | Compétitions internationales           |
| - Championnat de Turquie de deuxième division : - Champion : 2015 - Vice-champion : 1976, 1977, 1979, 1982, 1997 - Championnat de Turquie de troisième division : - Champion : 1973 - Coupe de Turquie : - Vainqueur : 2008 - Finaliste : 2022 - Supercoupe de Turquie : - Finaliste : 2008 | - Coupe Intertoto : - Vainqueur : 2006 |

### Records individuel
- Meilleur buteur du championnat (2) :
  - Vainqueur : Gökhan Ünal en 2007 et Ariza Makukula en 2010

### Bilan européen
Note : dans les résultats ci-dessous, le score du club est toujours donné en premier.
| Saison    | Compétition     | Tour            | Club                | Domicile | Extérieur | Total |
| --------- | --------------- | --------------- | ------------------- | -------- | --------- | ----- |
| 2006      | Coupe Intertoto | Deuxième tour   | FC Sopron           | 3 - 3    | 1 - 0     | 4 - 3 |
| 2006      | Coupe Intertoto | Troisième tour  | AEL Larissa         | 2 - 0    | 0 - 0     | 2 - 0 |
| 2006-2007 | Coupe UEFA      | Deuxième tour Q | KF Tirana           | 3 - 1    | 2 - 0     | 5 - 1 |
| 2006-2007 | Coupe UEFA      | Premier tour    | AZ Alkmaar          | 1 - 1    | 2 - 3     | 3 - 4 |
| 2008-2009 | Coupe UEFA      | Premier tour    | Paris Saint-Germain | 1 - 2    | 0 - 0     | 1 - 2 |

Légende
- Victoire ou qualification pour le tour suivant
- Match nul
- Défaite ou élimination de la compétition

## Joueurs et personnalités du club

### Présidents
Le tableau suivant présente la liste des présidents du club depuis 2004.
| Rang | Nom           | Période   |
| ---- | ------------- | --------- |
| 1    | Recep Mamur   | 2004-2014 |
| 2    | Yücel Şahin   | 2014-2015 |
| 3    | Bekir Yıldız  | 2015      |
| 4    | Hilmi Derinel | 2015      |
| 5    | Recep Mamur   | 2015-2016 |
| 6    | Ahmet Yıldız  | 2016-2017 |

| Rang | Nom               | Période   |
| ---- | ----------------- | --------- |
| 7    | Erol Bedir        | 2017-2019 |
| 8    | Hamdi Elcuman     | 2019      |
| 9    | Berna Gözbaşı     | 2019-2022 |
| 10   | Ali Çamlı         | 2022-2024 |
| 11   | Nurettin Açıkalın | 2024-     |

### Entraîneurs
Le tableau suivant présente la liste des entraîneurs du club depuis 1966.
| Rang | Nom                    | Période   |
| ---- | ---------------------- | --------- |
| 1    | Erdoğan Gürhan         | 1966-1968 |
| 2    | Şükrü Ersoy            | 1968-1969 |
| 3    | Nazım Koka             | 1969-1970 |
| 4    | Naci Özkaya            | 1970-1971 |
| 5    | Erdoğan Gürhan         | 1972      |
| 6    | Yüksel Alkan           | 1972-1973 |
| 7    | Sabri Kiraz            | 1973      |
| 8    | Yüksel Alkan           | 1973      |
| 9    | Richard Bresford       | 1973-1974 |
| 10   | Nazım Koka             | 1974      |
| 11   | Tamer Güney            | 1974-1975 |
| 12   | Tekin Yolaç            | 1975-1976 |
| 13   | Tamer Kaptan           | 1978-1979 |
| 14   | Tamer Güney            | 1979-1980 |
|      | Tekin Yolaç            | 1980      |
|      | Fehmi Kuş              | 1980-1981 |
| 15   | Kadri Aytaç            | 1981-1982 |
| 16   | Fehmi Kuş              | 1982-1984 |
| 17   | Erkan Kural            | 1984-1985 |
| 18   | Gündüz Tekin Onay (en) | 1985-1986 |
| 19   | Candan Dumanlı (en)    | 1986-1987 |
| 20   | Halil Güngördü         | 1988      |

| Rang | Nom                    | Période   |
| ---- | ---------------------- | --------- |
| 21   | Nevzat Güzelırmak (en) | 1991-1992 |
| 22   | Tınaz Tırpan           | 1992      |
| 23   | Samet Aybaba           | 1992-1994 |
| 24   | Kamuran Yavuz          | 1994      |
| 25   | Nevzat Güzelırmak      | 1994-1995 |
| 26   | Raşit Çetiner (en)     | 1995-1996 |
| 27   | Samet Aybaba           | 1996-1997 |
| 28   | Gheorghe Mulțescu (en) | 1997-1998 |
| 29   | Fehmi Kuş              | 1998      |
| 30   | Mustafa Çapanoğlu      | 1999      |
| 31   | Hüsnü Özkara (en)      | 2000-2001 |
| 32   | Mustafa Uğur (en)      | 2001-2002 |
| 33   | Uğur Tütüneker (en)    | 2003      |
| 34   | Hüsnü Özkara           | 2004      |
| 35   | Hikmet Karaman (en)    | 2004-2005 |
| 36   | Ertuğrul Sağlam        | 2005-2007 |
| 37   | Tolunay Kafkas         | 2007-2010 |
| 38   | Shota Arveladze        | 2010-2012 |
| 39   | Robert Prosinečki      | 2012-2013 |
| 40   | Domingos Paciência     | 2014      |

| Rang | Nom                   | Période   |
| ---- | --------------------- | --------- |
| 41   | Ertuğrul Seçme        | 2014      |
| 42   | Mutlu Topçu (en)      | 2014      |
| 43   | Cüneyt Dumlupınar     | 2014-2015 |
| 44   | Tolunay Kafkas        | 2015-2016 |
| 45   | Hakan Kutlu (en)      | 2016-2017 |
| 46   | Marius Șumudică       | 2017-2018 |
| 47   | Ertuğrul Sağlam       | 2018-2019 |
| 48   | Robert Prosinečki     | 2019-2020 |
| 49   | Bayram Bektaş         | 2020      |
| 50   | Samet Aybaba          | 2020      |
| 51   | Dan Petrescu          | 2021      |
| 52   | Hamza Hamzaoğlu       | 2021      |
| 53   | Yalçın Koşukavak      | 2021      |
| 54   | Hikmet Karaman        | 2021-2022 |
| 55   | Çağdaş Atan (en)      | 2022-2023 |
| 56   | Recep Uçar (en)       | 2023-2024 |
| 57   | Burak Yılmaz          | 2024      |
| 58   | Sinan Kaloğlu         | 2024-2025 |
| 59   | Sergej Jakirović (en) | 2025      |
| 60   | Markus Gisdol         | 2025-     |

### Joueurs emblématiques
- Ragıp Başdağ
- Ömer Bayram
- Bülent Bölükbaşı (en)
- Mehmet Eren Boyraz
- Umut Bulut
- Hasan Ali Kaldırım
- Serdar Kesimal
- Ilhan Parlak
- Mehmet Topuz
- Aydın Toscalı (en)
- Deniz Türüç
- Gökhan Ünal
- Okay Yokuşlu
- Alloysius Agu
- Ali Ahamada
- Nordin Amrabat
- Bilal Aziz
- Diego Biseswar
- Bobô
- Franco Dario Cangele
- Souleymanou Hamidou
- Pedro Henrique
- Leonardo Andres Iglesias
- Dimitar Ivankov
- Samuel Johnson
- Ariza Makukula
- Alioum Saidou
- Jonathan Santana
- Delio Toledo

## Stade et Supporter

### Stade

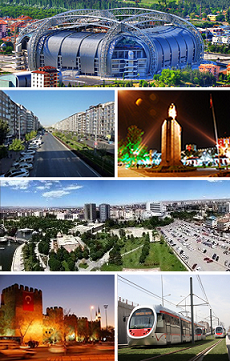
Impression de Kayseri et le Stade Kadir Has.

Le club évolue dans un nouveau stade, le Kadir Has, depuis mai 2009, répondant aux critères de catégorie 3 UEFA avec une capacité de 31 856 places. Auparavant l'équipe évoluait au Stade Kayseri Atatürk qui avait été construit en 1954.

### Supporters
Le club de Kayserispor est un des clubs les plus populaires de Turquie, surtout en Anatolie centrale où il compte beaucoup de supporteurs. Les groupes de supporteurs Kapali Kale sont les plus célèbres, et sont présents dans tout le pays.

### Rivalités
Les principaux rivaux du club est Sivasspor.

## Équipementier
L'équipementier du club de Kayserispor est Nike depuis la saison 2017-18. L'équipementier d'avant était Adidas.
| Période   | Equipementier | Sponsor principal |
| --------- | ------------- | ----------------- |
| 2004-2005 | Puma          | Turkcell          |
| 2005-2010 | Adidas        | Turkcell          |
| 2010-2011 | Adidas        | Aksa              |
| 2011-2012 | Adidas        | Spor Toto         |
| 2012-2014 | Adidas        | aucun             |
| 2014-2015 | Adidas        | Ferre             |
| 2015-2017 | Adidas        | İstikbal          |
| 2017-2025 | Nike          | İstikbal          |
| 2025-     | Adidas        | İstikbal          |

## Historique de l'emblème
